# Roodebeek
Roodebeek is een wijk in de Belgische gemeente Sint-Lambrechts-Woluwe in het Brussels Hoofdstedelijk Gewest. De wijk ligt centraal in de gemeente.

## Geschiedenis

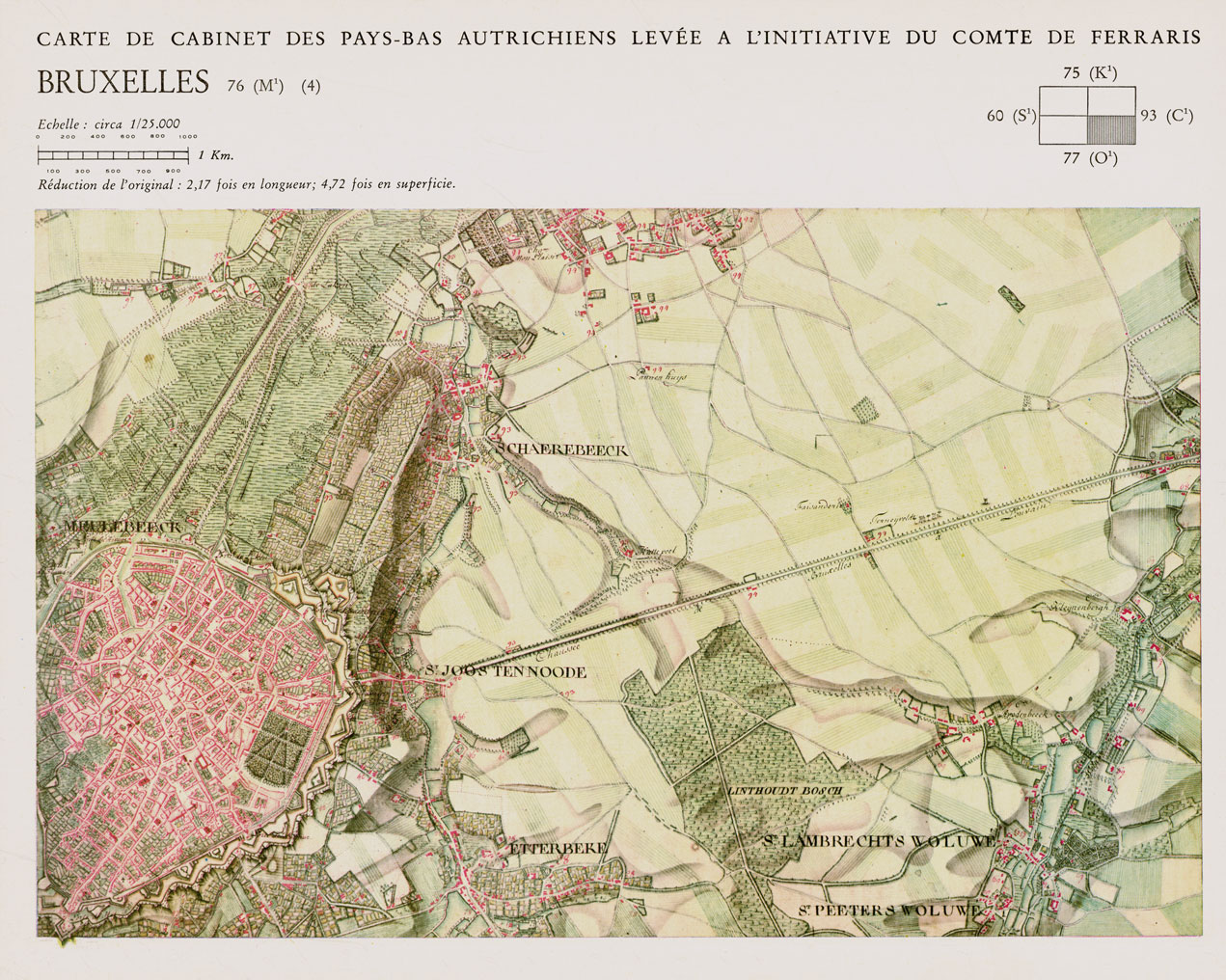
Brussel en Woluwe met Roodebeek ten noorden van Woluwe

Roodebeek was vroeger een landelijk gehuchtje op de Roodebeek, een zijriviertje van de Woluwe. Hier bevond zich een hof en molen van de Abdij van Vorst. Ook de Ferrariskaart uit de jaren 1770 toont het hof, ten noorden van het dorpscentrum van Sint-Lambrechts-Woluwe.

## Bezienswaardigheden
- In de buurt van Roodebeek staat de Heilige-Familiekerk (Sint-Lambrechts-Woluwe)
- Het Roodebeekpark

## Verkeer en vervoer
- In de buurt ligt het metrostation Roodebeek.